# شوند
شوند (بالعبرية: שוּנְד) في الثقافة اليديشية، هو نوع أدبي صحفي ومسرحي، الذي بدوره يُعتبر أدبًا رخيصًا ومُبتذل مقابل الأدبيّات اليديشية الأخرى المعتبرة. أصل كلمة «شوند» هو ألماني (بالألمانية: Schund)، والمعنى الحرفيّ للكلمة: قمامة. ويصير استعارةً لقبًا لشيء قليل القيمة، ثقافيًّا. وقد أُعتُمِدَ المعنى الاستعاريّ نهاية القرن التاسع عشر.

## شوند في الأدب والصحفيات

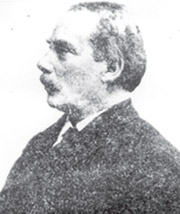
كاتب اليديشية "شومر" (إسحق مئير شايكيفيتش)

شومر (بالعبرية: שמ"ר) أدبيّات الكاتب ناحوم مئير شيكبيتش 1905-1849، من أوائل أدبيات شوند، وتُعتبر «شومر» من الكتابات المسرحيّة الابداعية والمختصة في أدبيات الشوند، إلى أن ذاع صيتها بين جميع أبناء وفئات المجتمع اليهودي، في المؤسّسات الرسمية والمدارس الدينية وحتى عند ربات المنازل. وعلى مر السنين تراكمت هذه المجموعة من الأدبيات اليديشية وانتشرت، حتى انها تقدمت على كاتبين آخرين مثل -شالوم عليخم ومندلي موخير سفريم.
عاش ناحوم في روسيا، وهاجر للولايات المتحدة عام 1888، بسبب (وحسب بعض الأقوال) الانتقادات اللّاذعة التي طالت أدبياته من قِبَل الكاتب شالوم عليخم، وتمّ التعبير عنها في مقالة «محاكمة شمار» والتي نُشرت في بيروشيف عام 1888. ذكر شالوم عليخم أن الأدبيات اليديشية لا يجب أن تكتفي بالنمط الذي اتبعته كتابات الشمار، إنما يجب اعتماد معايير فنية اعلى.
دافع ناحوم عن نفسه في منشور «يهي أور (سيكُن نور) יהי אור»، وبموجبه دافع عن طموحه لاشباع الاحتياجات الروحية لكل طبقات المجتمع، ومن ضمنهم اولئك الذين لا يفهمون الأدبيات «العالية».
في نهاية القرن التاسع عشر وبداية القرن العشرين، انتشر نمط القصص المتسلسلة في الصحافة الأوروبية والأمريكية. هايينط، صحفي الايديش الأكبر في بولندا الكونغريسية، نشر قصص شوند وأخرى «بجودة عاليّة» بنمط القصص المتسلسلة، وقام بتسجيل رقمًا قياسيًّا بانتشار الصحف بالايديش، حتى عام 1913 وصلت الصحف لأكثر من 150,000.
العديد من قصص الشوند لم تحمل توقيعات مؤلفيها، وحتى انه تمت صياغة محتواها بنمط الروايات الرومانسية وقصص الإجرام. تمت ترجمة العديد من الشوند إلى لغات أخرى، أو معالجتها من لغات أخرى. مقارنة بأقرانهم لم تُدخل المحتويات الإباحية في ألمانيا أو فرنسا.
نشرت قصص الشوند في الصحف اليومية وقد أخذوا حيزًا كبيرًا في الاقسام الأدبية وشكلوا جزءًا من المقالات، كذلك في منشورات مخصّصة لهاذا النوع من الادبيات، وقد طغى عليها التوجه الفكاهي واللغة «قليلة الأدب».
من بين المؤلفين المعروفين الذين كتبوا قصص الشوند -ولكن بسرية- ابراهام أرييه عكيفا، يتسحاك بشبيس-زينجر، يهوشاع يرله وآخرين.

## مسرح الشوند

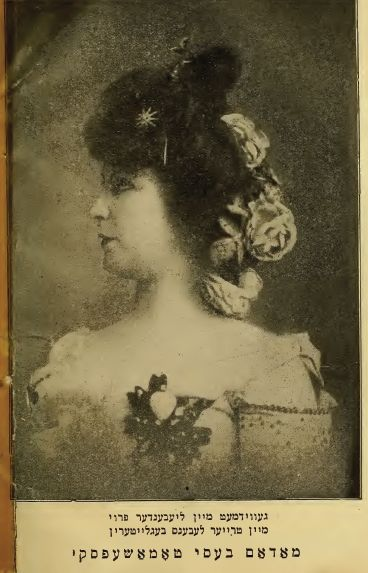
الممثلة اليديشية بيسي توماشيفسكي

بعد الثورة الروسية 1905-1906، تراجعت تدريجياً القيود المفروضة على العروض اليديشية، وظهرت ثقافة الجماهير اليهودية في وارسو بليلة وضحاها. إلى جانب الصحف التي أُصدرت باليديشية أزهرت الفرق المسرحية. العديد من المدن كوارسو و‌بياليستوك و‌لوبلين وكذلك في المدن الصغيرة استمتعت الجماهير اليهودية بالفرق المسرحية اليديشية.
بدأت النخبة اليهودية المثقفة والتي لطالما نادت إلى دمج الشهود في الثقافة البولندية والروسية "بالعودة إلى الشعب"، القلب لهذه الحركة كان النّاشط والأديب والبطل الثقافي- يتسحاك ليبوش بيريتس (י"ל פרץ). أعلن بيريتس أن الثقافة اليهودية الجديدة يجب أن تمثل التطلعات الجمالية والأخلاقية العالية للشعب اليهودي. إلّا أنه صُدِمَ بعد زيارته مع تلاميذه لإحدى المسارح اليديشية. فقد تبين لهم أن العروض لا تشبه الفن المسرحي الأوروبي الذي يعهدونه! علاوة على ذلك، أن العديد من المسارح أقامت علاقات مع "العالم السفلي"، لم يكن غريبًا أن يجلس القوّادة وأزواجهم في الصفوف الأمامية لقاعة المسرح.
بعد هذه الزيارة الصادمة أعلن بيريتس الحرب على هذا المسرح، هو وأصحابه أطلقوا على هذا المسرح مسمى «شوند»، بالرغم من كونه أدبًا يديشيًّا مستعملًا، وسعوا لتأليف مسرحيّات جديدة «أدبية، فنية وراقية». هذا المسرح اليديشي الشعبي الذي لا يُعرف عنه إلا القليل، جذب جماهير يهودية صاخبة. احتوت العروض على خليط من الكوميديا، الهزل و‌الميلودراما، ودائمًا ما كان الغناء و‌الرقص جزءًا منها. مُدراء المنصات كانوا بهوية سرية، ونصوص العروض تقريبًا لم يُستعمل أيّ منها. كلّ ما حدث على هذه المنصات البدائية التي تم تجهيزها بخلفيات بسيطة هي عروض تدور حول الممثل الرئيسي أو الممثلة الرئيسية، وقد وصف الشاعر- ايتسيك مانجار هذا المسرح كالآتي: «بدون تعليم مسرحي، بدون استديوهات تمثيل، هم مثلوا... هم مثلوا» من قلبهم«، هذا كان جيدا، أكثر من الجيد، لقد كان تمثيلا غايته التمثيل، مسرحًا غايته المسرح، تجاهلوا النصوص، سخروا من الكاتبين.. لقد غيروا بحرية على المسرح، والتغييرات كانت مليئة بالنعم».
تجربة المسرح اليديشي في نيويورك، أمريكا، مثّلت «الجيل الذهبي» للعقدين الأولين للقرن العشرين، اشتهرت مسرحيات يعكوف جوردين الميلودرامية. انتهى هذا الجيل الذهبي مع وصول نصف مليون مهاجر يهودي إلى نيويورك في عام 1905-1908، مثلهم مثل المهاجرين عام 1880، اهتمّوا أكثر بالمسرح الخفيف. بعكوف اولير، دافيد كسلر وكيني ليفتسن استمرّوا بتقديم العروض المسرحية الكلاسيكية. ومن جهة أخرى عاد بوريس وبسي طومشبسكي إلى النّمط السابق، وصنعوا ثروة بعروض الشوند المسرحية والذي اعتبره الزوج اولير بازدراء للمسرح. مجموعة مسرحيات «هاليف هيهودي (القلب اليهودي) הלב היהודי» للمؤلف يوسف لطانيير حققت نجاحًا كبيرًا مقارنةً بالمسرحيات الأخيرة لجوردين التي فشلت فشلًا تجاريًّا ذريعًا. إلّا انّ حظّ جوردون تغيّر بعرضه «الذبحية الحية» ليو تولستوي والتي حققت نجاحًا تجاريًّا.

## الشوند في الأبحاث والثقافة
حنا شمروك، من كبار الباحثين في الأدب واللغة اليديشية، هو الأول في البحث بأدبيّات الشوند.
الرواية «هيبرو ببليشينج كومبني (شركة النشر العبرية، היברו פפלישינג קומפני)»، من قِبَل باحث الأدبيات والأديب متان حرموني حيث يصف فيها الكاتب العالم النيويوركي لكاتبي الشوند آنذاك، واصفًا إيّاها بأجواء الجيتو لحي «لوار ايست سايد»، المكتظّ بمليون ونصف مهاجر من أوروبا الشرقية.
الفيلم «شوند» 2010، للكاتب ياعيل ليبوفيتش وزند هوفيلم، وبطولة الممثل المسرحي ايدي بدوي. تتناول حبكته فترة البهجة للمسرح اليديشي في دولة إسرائيل بسنوات عقد 1950، والّذي نجح بالرغم من التحقير والمنع الرسمي بالعمل على مؤلفات مسرحية إسرائيلية ايديشية. العمل المسرحي اليديشي سار على نمط الشوند، لكونه ترفيهيًّا وشعبويًّا، وبالمقابل اعتبر عملا دنيويا وصاحب أقل جودة.